# مارك إدواردز (رجل أعمال)
مارك إدواردز (بالإنجليزية: Mark Edwards)‏ هو شخصية أعمال بريطاني، ولد في القرن العشرين.